# Procédé AOD
Pour les articles homonymes, voir AOD.

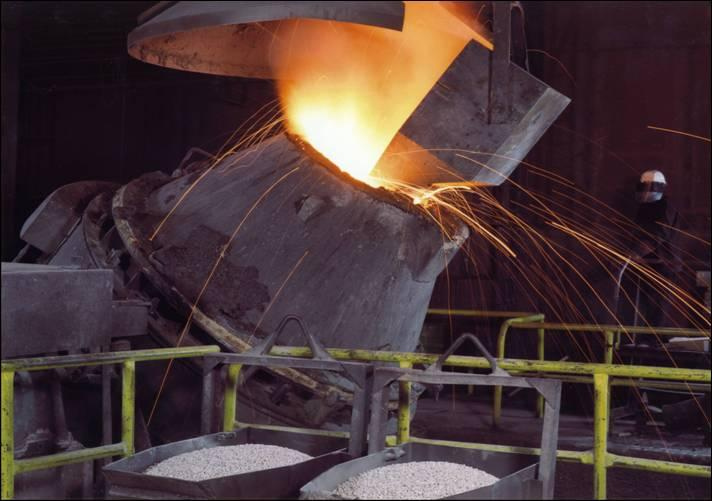
Enfournement d'additions pour l'élaboration d'un acier à 9,5 % de chrome dans un convertisseur AOD.

Le procédé AOD (Argon Oxygen Decarburization) est un procédé d'affinage utilisé dans la fabrication des aciers inoxydables et des aciers alliés avec des éléments facilement oxydables, comme le chrome ou l'aluminium. Après une fusion, généralement réalisée au four à arc électrique, le métal en fusion est versé dans un convertisseur AOD où il est affiné en trois étapes : décarburation, réduction et désulfuration. Toutefois, la fusion peut avoir lieu directement dans le convertisseur en utilisant des mitrailles (métaux de récupération). Le procédé a été inventé en 1954 par la Linde Air Products, qui était alors une division de l'Union Carbide Corporation, et qui est devenue Praxair après sa scission en 1992.